# Ashley Blue
Ashley Blue (* 8. července 1981 Kalifornie) je americká pornoherečka.
Natočila přes 350 filmů, v drtivé většině s anální a extrémní orální tematikou. Je držitelkou hned několika cen AVN Awards.
Spolupracovala se společnostmi JM Productions a LA Direct Models, vystupovala také v proslulé rozhlasové show Howard Sterna.
Ashley Blue je i autorkou oblíbené autobiografie Girlvert: A Memoir by Oriana Small (2008, A Barnacle Book and Record).
V roce 2011 byla jednou z řad pornohvězd, které portrétoval malíř Karl Backman pro výstavu v Museum of Porn in Art v Curychu.

## Ocenění a nominace
- 2003 XRCO Award – Cream Dream[4]
- 2004 XRCO Award za Female Performer of the Year[4]
- 2004 AVN Award za Best All-Girl Sex Scene (Video) – The Violation of Jessica Darlin"[5]
- 2004 AVN Award za Female Performer of the Year[5]
- 2005 AVN Award za Best Supporting Actress (Video) – Adore[6]
- 2005 AVN Award za Best All-Girl Sex Scene (Video) – The Violation of Audrey Hollander[6]
- 2005 XRCO Award za Best Girl/Girl – The Violation of Audrey Hollander[7]
- 2007 AVN Award za Most Outrageous Sex Scene – Meat is Murder
- 2013 AVN Hall of Fame Award.[1]